# Теорема Софи Жермен
Теорема Софи Жермен — это утверждение, что если переменные x, y и z в уравнении {\displaystyle x^{5}+y^{5}=z^{5}} являются нечетными простыми целыми числами, то одна из переменных должна делиться на 5. Решение теоремы Софи Жермен изложила в письме Пьеру Ферма в 1808 году. Эта доказательство является частным случаем решения Великой теоремы Ферма.

## Описание
Исследуя Великую теорему Ферма, Софи Жермен доказала следующую теорему:

Если {\displaystyle p} — простое число, а для простого числа {\displaystyle q} верны следующие 2 условия: 
1). Среди остатков от деления {\displaystyle p}-ых степеней на {\displaystyle q} нет соседних, кроме нуля и единицы.
2). Число {\displaystyle p} не является {\displaystyle p}-ой степенью по модулю {\displaystyle q}.
Тогда для показателя {\displaystyle p} справедлив первый случай теоремы Ферма (уравнение {\displaystyle x^{p}+y^{p}=z^{p}} неразрешимо в натуральных {\displaystyle x,y,z}, где {\displaystyle xyz} не делится на {\displaystyle p}) 

В частности, если {\displaystyle p} и {\displaystyle 2p+1} просты (при этом {\displaystyle p} называется числом Софи Жермен), то для {\displaystyle p} справедлив первый случай теоремы Ферма.
Пусть {\displaystyle x^{p}+y^{p}=z^{p}}, но {\displaystyle x,y,z} взаимно просты с q. Тогда найдём такое {\displaystyle n,} для которого {\displaystyle nx\equiv 1({\bmod {q}}).} При этом {\displaystyle (nx)^{p}+(ny)^{p}=(nz)^{p},} и {\displaystyle (nz)^{p}\equiv (ny)^{p}+1,} и {\displaystyle x,y} или {\displaystyle z} делятся на {\displaystyle q.}
Полезно иметь в виду, что любая {\displaystyle p}-ая степень {\displaystyle \xi } по модулю {\displaystyle q=2mp+1} удовлетворяет сравнению
{\displaystyle \xi ^{2m}\equiv 1{\pmod {p}}}
Действительно, если {\displaystyle \xi =a^{l}{\pmod {p}}}, где {\displaystyle a\not \equiv 0{\pmod {p}}}, то по малой теореме Ферма {\displaystyle \xi ^{2m}\equiv a^{2ml}\equiv a^{p-1}\equiv 1{\pmod {p}}}
При {\displaystyle m=1} для любого простого {\displaystyle p} существует только 2 несравнимых числа ξ , удовлетворяющих сравнению {\displaystyle \xi ^{2}\equiv 1{\pmod {p}}}, а именно числа {\displaystyle 1} и {\displaystyle -1\equiv p-1{\pmod {p}}}
Поскольку 1 и −1 не являются соседними {\displaystyle l}-ыми степенями по модулю {\displaystyle p}, следовательно Условие 2 для {\displaystyle m=1} выполняется автоматически
Поскольку {\displaystyle l^{2}-1=(l+1)(l-1)} не может делиться на простое число {\displaystyle 2l+1>l+1}, то при {\displaystyle m=1} Условие 3 также выполнено

#### Следствие Лежандра.
Первый случай теоремы Ферма справедлив для простого показателя {\displaystyle l}, если хотя бы одно из пяти чисел:
{\displaystyle 4l+1,8l+1,10l+1,14l+1,16l+1}
является простым числом

#### Следствие Вендта.
Первый случай теоремы Ферма справедлив для простого показателя {\displaystyle l}, если существует такое {\displaystyle m\geq 1}, что:
1). Число {\displaystyle p=2ml+1} является простым числом, не делящим числа {\displaystyle D_{m}}
2). Число {\displaystyle l^{2m}-1} не делится на {\displaystyle p}
Число {\displaystyle D_{m}} допускает 3 равнозначных определения:
а). {\displaystyle D_{m}=(-1)^{m}\prod _{j=1}^{2m-1}[(1+\xi ^{j})-1]}, где {\displaystyle \xi =\cos {\pi  \over m}+i\sin {\pi  \over m}}
б). {\displaystyle D_{m}} является определителем матрицы:
{\displaystyle \left({\begin{smallmatrix}C_{1}^{2m}&C_{2}^{2m}&...&C_{2m-1}^{2m}&C_{2m}^{2m}\\C_{2}^{2m}&C_{3}^{2m}&...&C_{2m}^{2m}&C_{1}^{2m}\\...&...&...&...&...\\C_{2m}^{2m}&C_{1}^{2m}&...&C_{2m-2}^{2m}&C_{2m-1}^{2m}\end{smallmatrix}}\right)}
в). {\displaystyle D_{m}} представляет собой т. н. результант многочленов {\displaystyle x^{2m}-1} и {\displaystyle (x+1)^{2m}-1}
Итальянские историки математики А. Чентина и А. Фьокка, исследовавшие письменное наследие С. Жермен, пришли к выводу, что её вклад в доказательство большой теоремы Ферма не ограничивается только теоремой Жермен, а простирается намного дальше.